# Святослав Глебович (князь рязанский)
Святосла́в Гле́бович (ум. после 1207, Владимир) — удельный князь Пронский.

## Биография
Во время конфликта 1180 года по приказу старшего брата Романа, уехавшего к половцам, Игорь и Святослав возглавили оборону Рязани при приближении владимирских войск во главе с Всеволодом Большое Гнездо. Рязань не была взята, но мир был заключён Романом и Игорем на всей воле Всеволода, рязанские князья рассажены по уделам в соответствии с их старшинством, после чего (в 1186 году) Святослав упоминается уже как соправитель Всеволода Глебовича в пронском княжестве.
В 1186 году Роман пригласил Всеволода и Святослава на съезд, но после их отказа начал военные действия и осадил Пронск. При известии о прибытии в Коломну владимирцев и муромцев рязанцы сняли осаду с Пронска, Всеволод уехал к ним с этой вестью. После ухода противников по домам рязанцы снова приступили к Пронску и лишили город воды. Святослав открыл им ворота и получил пронское княжение из рук Романа Рязанского. Дружинники Всеволода, а также владимирский гарнизон были взяты рязанцами в плен. Всеволод Глебович закрепился в Коломне и участвовал в новом походе Всеволода Большое Гнездо и муромских князей в Рязанскую землю в том же году. Всеволод вернулся на пронское княжение, на котором и умер в 1207 году.
В 1207 году Святослав вместе с Романом и племянниками Ингварем и Юрием Игоревичами был обвинён перед Всеволодом Большое Гнездо племянниками Глебом и Олегом Владимировичами в тайном союзе с Ольговичами и оказался во владимирском плену, во время которого и умер.

## Семья
Отец: Глеб Ростиславич (ум. 1178) — князь рязанский (1145—1177 с перерывами).
Мать: Евфросинья Ростиславна (ум. 1179) — дочь Ростислава Юрьевича.
Братья и сёстры:
- Андрей? (ум. до 1186) — упомянут единственный раз перед Романом Глебовичем в летописном известии 1184 года, хотя Роман был рязанским князем с 1178 до 1207 года.
- Роман (ум. 1216) — Великий князь рязанский (1180—1207).
- Игорь (ум. 1195) — удельный рязанский князь.
- Феодосья — замужем за Мстиславом Храбрым[2]
- Владимир (ум. после 1186) — князь пронский (1180—до 1186).
- Всеволод (ум. 1207) — князь пронский (до 1186, 1188—1207) и коломенский (1186—1188).
- Ярослав (ум. после 1199) — рязанский князь.

Сведения о жене Святослава отсутствуют.
Дети
- Согласно поздним летописям, у Святослав было два сына, имена которых в источниках указываются по-разному[3]:
  - Ростислав (?) или Ярослав (?)
  - Мстислав

Кроме того, современными историографами рассматривается возможность, что он мог быть отцом 2 или 3 из внуков Глеба Ростиславича, убитых кузенами во время съезда в Исадах (1217). В летописи эти князья перечислены без отчества: Ростислав, Святослав и Глеб (последнему также приписывают отчество «Игоревич», от другого сына Глеба Ростиславича). Ф.Б. Успенский сомневается в сыне Святославе, поскольку тогда бы этот сын носил отчество «Святославич», а в системе именования Рюриковичей существовало табу на то, чтобы давать сыну языческое имя живого отца.